# Altizida
La Altizida —conocida también como altiazida— es un fármaco tiazídico antihipertensivo y diurético comercializado por Bayer y Solchem. La altizida favorece la eliminación de sodio, cloruro y agua; mientras que en asociación con espironolactona (25 mg + altizida 15 mg) ha mostrado ser efectivo como monoterapia para la hipertrofia ventricular izquierda en pacientes con hipertensión leve o moderada.
En animales, y en asociación con la espironolactona, puede utilizarse para el tratamiento de la ascitis moderada.